# Bruno Benthien
Bruno Benthien, né le 12 avril 1930 à Schwerin (Mecklembourg-Poméranie-Occidentale et mort le 5 novembre 2015 à Greifswald) est un homme politique est-allemand. Il est ministre du Tourisme entre 1989 et 1990.

## Sources
- (de) Cet article est partiellement ou en totalité issu de l’article de Wikipédia en allemand intitulé « Bruno Benthien » (voir la liste des auteurs).